# Remington ACR
Adaptive Combat Rifle (ACR) là một dòng súng trường tấn công được thiết kế bởi công ty Magpul Industries nằm tại Austin, Texas, ban đầu được biết đến với cái tên Masada.
Vào cuối tháng 1 năm 2008, Bushmaster Firearms Internationa đã ký một thỏa thuận cấp phép với Magpul, theo đó Bushmaster sẽ tiếp quản sản xuất, phát triển trong tương lai và kinh doanh Masada. Kể từ đó loại súng này được gọi là Bushmaster ACR. Tuy nhiên, Remington Arms lại ký hợp đồng sản xuất súng trường cho quân đội Hoa Kỳ và các cơ quan thực thi pháp luật Hoa Kỳ, nên súng còn được gọi là Remington ACR.